# George Henry Boughton
George Henry Boughton (Norwich, 4 dicembre 1833 – Londra, 19 gennaio 1905) è stato un pittore e scrittore statunitense.

## Biografia e lavoro

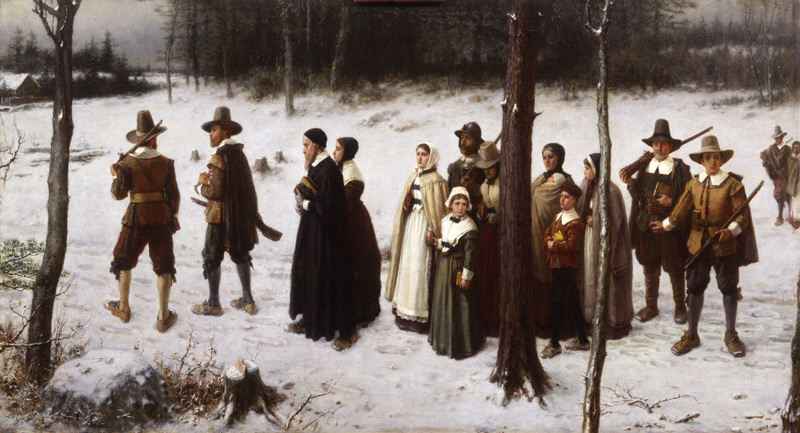
Pilgrims Going to Church (1867; New York Historical Society).

Boughton nacque a Norwich nel Norfolk, in Inghilterra, figlio del contadino William Boughton. La famiglia emigrò negli Stati Uniti nel 1835, e crebbe ad Albany, New York, dove cominciò la sua carriera come artista autodidatta. Durante questa prima fase fu influenzato dagli artisti della Hudson River School. All'età di 19 anni fu riconosciuto come paesaggista e aprì il suo primo studio nel 1852.
Nel 1853, l'American Art Union acquistò uno dei suoi primi dipinti, il che gli finanziò sei mesi di studio dell'arte in Inghilterra. Concluse questo periodo di formazione con un tour di schizzi nel Lake District, Scozia e Irlanda. Dopo essere tornato negli USA, Boughton esibì le sue opere a Washington e a New York, ma nei tardi 1850 prese finalmente la decisione di trasferirsi in Europa. Dal 1859-61 studiò arte in Francia sotto Pierre Edouard Frère (1819-1886) e Edward Harrison May (1824-1887).
Nel 1861 Boughton aprì uno studio a Londra, e, sebbene vivesse in Inghilterra, si concentrò su argomenti dell'iniziale storia dell'America coloniale, e un critico americano notò che "i suoi talenti sembravano essere particolarmente adatti alla storia iniziale di questa nazione". I suoi dipinti, come Early Puritans of New England Going to Church (1867), furono particolarmente popolari. The Return of the Mayflower (in mostra alla Goupil Gallery, New York nel 1871) fu elogiata come "un dipinto che vivrà per quanto durerà il ricordo della Mayflower".
Vincent van Gogh, che visse a Londra nel 1873-75, fu molto impressionato dal dipinto di Boughton Godspeed! Pilgrims Setting Out for Canterbury. All'epoca, lavorando come ministro, diede un sermone ispirato da quel dipinto, e scrisse riguardo a suo fratello Theo. Il dipinto di Boughton fa ora parte della collezione del Van Gogh Museum ad Amsterdam. Boughton illustrò The Scarlet Letter di Nathaniel Hawthorne e le poesie di Henry Wadsworth Longfellow. Nel 1893, l'edizione di Rip Van Winkle di Washington Irving e Sleepy Hollow fu pubblicato a Londra con 53 illustrazioni da Boughton.
Boughton esibì estensivamente sia in Gran Bretagna e USA, e fu eletto membro della National Academy of Design a New York nel 1871. Fu eletto membro del Royal Institute of Painters in Water Colours, un Associate of the Royal Academy (ARA) nel 1879, e un Royal Academician (RA) nel 1896. "Era un membro utile e popolare di questo ente, e lavorò bene come membro del consiglio, e come un 'hanger', e come un insegnante nelle scuole." Dopo la morte di John Callcott Horsley, Boughton fu eletto Director della "Fine Art and General Insurance Company".
Tra i suoi dipinti di paesaggio - viste dell'Inghilterra e della Bretagna in Francia. Nel 1883, viaggiò in Olanda. Il suo resoconto illustrato di quel viaggio fu pubblicato nel Harper's Magazine come 'Artist Strolls in Holland', e pubblicato l'anno successivo a Londra come Sketching Rambles in Holland. A Boughton piaceva scrivere: in seguito avrebbe partecipato alla pubblicazione di 'English Art in the Public Galleries of London' fornendo una panoramica della biografia e delle opere di George Morland.
Nel 1865, Boughton sposò Katherine Louise Cullen (1845-dopo 1901), e ebbero una figlia adottiva, Florence. Insieme a John Callcott Horsley,fu uno dei primi clienti dell'architetto Richard Norman Shaw che costruì una casa per i Boughtons sulla Campden Hill, a Londra. "The parties given here by Mr and Mrs Boughton were celebrated among artistic and literary people and in the Anglo-American section of the society". Si notò che Boughton fu influenzato dalle opere del pittore e illustratore britannico Frederick Walker (1840-1875). Negli anni 1870 a Londra incontrò James Whistler. Nel 1878, un recensore statunitense li elogiò come "luci brillanti nel mondo dell'arte" di Londra. Boughton pubblicò memorie vivide riguardanti Whistler, menzionando in particolare il suo lavoro sulla famosa ‘Peacock Room’. Nel 1877 fece la conoscenza di Henry James (1843-1916).
La scrittrice Violet Hunt (1862-1942) basò i suoi romanzi Their Lives (1916) e Their Hearts (1921) sulla sua relazione amorosa con Boughton. Il romanzo Christina Chard (1894) di Mrs Rosa Campbell-Praed (1851-1935), scrittrice australiana, fu dedicato a Boughton, perché gli aveva suggerito l'idea del libro. Negli anni 1880-1890, fu associato con molte numerose colonie artistiche in campagna, nello specifico con il villaggio di Broadway nel Worcestershire, la cui bellezza rurale fu riconosciuta da molti artisti americani. Insieme a Henry James, Edwin Abbey, John Singer Sargent e altri, visitò frequentemente Broadway.
Boughton morì di un attacco di cuore, il 19 gennaio 1905, nel suo studio a Campden Hill.
i suoi dipinti sono ora in mostra in molti musei negli Stati Uniti e in Europa.

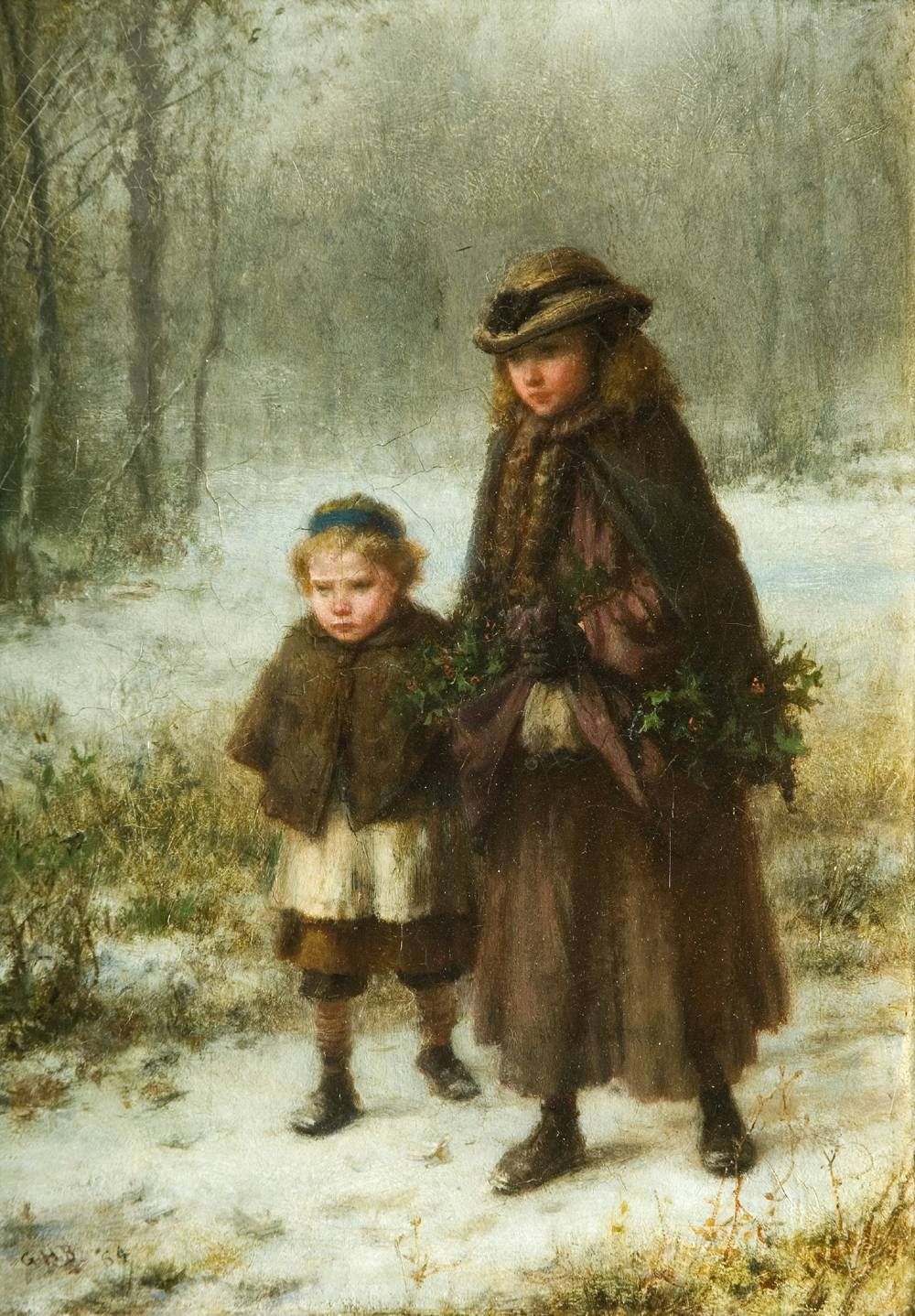
Winter Morning Walk (1864), Wolverhampton Art Gallery.
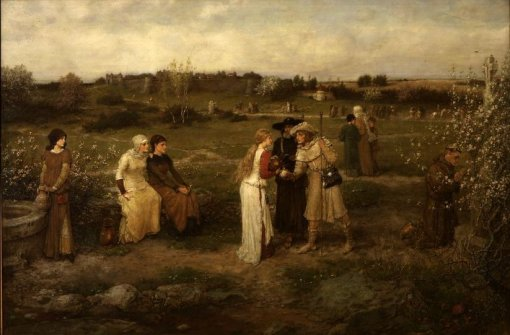
Godspeed! Pilgrims Setting Out for Canterbury (1874), Van Gogh Museum, Amsterdam.
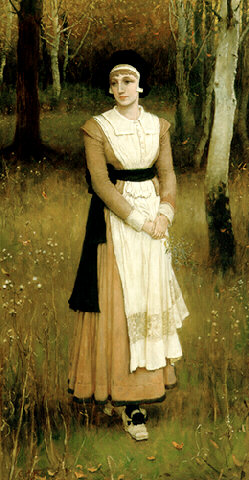
Rose Standish (1891), collezione privata.

## Pubblicazioni
- Boughton, George Henry. Sketching rambles in Holland (New York, Harper & Brothers, 1885).
- Records of The Arts Club, London;
- Boughton, G. H. 'A Few of the Various Whistlers I have Known' (Studio, vol. 30, December 1903) pp. 208-18.
- Baldry, Alfred Lys. G. H. Boughton, R. A. His Life and Work (Virtue & Co, London, 1904).
- Paintings and Sculpture in the Collection of the National Academy of Design (New York, 2004. Vol. 1) pp. 59-61.

Libri illustrati da Boughton
- Irving, Washington. Rip Van Winkle and, The Legend of Sleepy Hollow (Londra: New York: Macmillan, 1893)
- Hawthorne, Nathaniel. The Scarlet Letter (1908)